# Arroyo del Tala (Río Arapey, linksseitig)
Der Arroyo del Tala ist ein Fluss im Nordwesten Uruguays.
Er entspringt auf dem Gebiet des Departamento Salto nördlich von Colonia Itapebí. Von dort verläuft er in nördliche Richtung und mündet schließlich als linksseitiger Nebenfluss in den Río Arapey.